# 谢米纳
谢米纳（法語：Cheminas）是法国阿尔代什省的一个市镇，属于罗讷河畔图尔农区（Tournon-sur-Rhône）罗讷河畔图尔农县（Tournon-sur-Rhône）。该市镇2009年时的人口为402人。

## 人口
谢米纳人口变化图示
| 数据来源：INSEE |